# Voile aux Jeux olympiques d'été de 2012 – Laser Radial femmes
Pour un article plus général, voir Voile aux Jeux olympiques d'été de 2012.
Navigation
Pékin 2008 Rio de Janeiro 2016
L'épreuve de Laser Radial femmes des Jeux olympiques d'été de 2012 a lieu du 30 juillet au 6 août à Weymouth et Portland.

## Médaillées
| Or       | Argent            | Bronze        |
| Lijia Xu | Marit Bouwmeester | Evi Van Acker |

## Qualification
Pour cette épreuve, les athlètes se sont qualifiés soit grâce aux championnats du monde 2011 qui attribuait 75 % des places ou soit à ceux de 2012 qui attribuait 25 % de places. Aussi, la Grande-Bretagne en tant que pays hôte est qualifiée pour toutes les épreuves.

## Format de la compétition
Cette épreuve comprend une série de régates. Des points sont attribués à chaque régate : un point pour le vainqueur, deux points pour le bateau en deuxième position et ainsi de suite. Après les 10 premières régates, les points attribués à chaque concurrent dans la course où il a réalisé sa plus mauvaise performance sont retirés et les points restants sont additionnés. Les 10 athlètes avec les meilleurs scores disputent la course pour la médaille dont les points comptent double : deux points pour la première place, quatre points pour la deuxième place et ainsi de suite. Le total des points obtenus à l’issue de la course de médaille détermine le classement, ainsi l'athlète ayant le score le plus bas est déclaré vainqueur.

## Calendrier
Toutes les heures sont en British Summer Time (UTC+1).
| Date                   | Temps   | Tour                    |
| ---------------------- | ------- | ----------------------- |
| Lundi 30 juillet 2012  | 13 h 00 | Course 1 et 2           |
| Mardi 31 juillet 2012  | 13 h 00 | Course 3 et 4           |
| Mercredi 1er août 2012 | 13 h 00 | Course 5 et 6           |
| Vendredi 3 août 2012   | 13 h 00 | Course 7 et 8           |
| Samedi 4 août 2012     | 13 h 00 | Course 9 et 10          |
| Lundi 6 août 2012      | 14 h 00 | Course pour la médaille |

## Résultats
Source
| Rang | Nom                     | Pays                        | Régate | Régate | Régate | Régate | Régate | Régate | Régate | Régate | Régate | Régate | Régate | Points | Points |
| Rang | Nom                     | Pays                        | 1      | 2      | 3      | 4      | 5      | 6      | 7      | 8      | 9      | 10     | MR     | Tot    | Net    |
| ---- | ----------------------- | --------------------------- | ------ | ------ | ------ | ------ | ------ | ------ | ------ | ------ | ------ | ------ | ------ | ------ | ------ |
|      | Lijia Xu                | Chine                       | 5      | 8      | 11     | 3      | 5      | 4      | 1      | 4      | 1      | 2      | 2      | 44     | 35     |
|      | Marit Bouwmeester       | Pays-Bas                    | 6      | 3      | 4      | 5      | 6      | 1      | 4      | 3      | 6      | 1      | 4      | 39     | 37     |
|      | Evi Van Acker           | Belgique                    | 3      | 2      | 3      | 8      | 1      | 5      | 8      | 1      | 8      | 3      | 6      | 42     | 40     |
| 4    | Annalise Murphy         | Irlande                     | 1      | 1      | 1      | 1      | 8      | 19     | 2      | 10     | 3      | 7      | 10     | 53     | 44     |
| 5    | Alison Young            | Grande-Bretagne             | 7      | 10     | 2      | 2      | 2      | 11     | 6      | 8      | 42 DSQ | 4      | 8      | 94     | 60     |
| 6    | Gintarė Scheidt         | Lituanie                    | 2      | 13     | 9      | 10     | 3      | 14     | 11     | 7      | 7      | 6      | 14     | 82     | 82     |
| 7    | Sari Multala            | Finlande                    | 4      | 6      | 15     | 4      | 19     | 21     | 3      | 2      | 16     | 5      | 20     | 95     | 94     |
| 8    | Paige Railey            | États-Unis                  | 8      | 5      | 12     | 17     | 4      | 9      | 21     | 20     | 9      | 8      | 12     | 113    | 104    |
| 9    | Veronika Fenclová       | République tchèque          | 23     | 4      | 7      | 6      | 21     | 2      | 17     | 6      | 12     | 12     | 18     | 110    | 105    |
| 10   | Tania Elias Calles      | Mexique                     | 12     | 9      | 6      | 19     | 13     | 33     | 13     | 5      | 13     | 10     | 16     | 133    | 116    |
| 11   | Alicia Cebrian de Lagos | Espagne                     | 15     | 11     | 14     | 9      | 24     | 23     | 5      | 9      | 2      | 13     | *      | 125    | 101    |
| 12   | Krystal Weir            | Australie                   | 18     | 18     | 10     | 23     | 7      | 35     | 7      | 12     | 4      | 22     | *      | 156    | 121    |
| 13   | Anne-Marie Rindom       | Danemark                    | 17     | 19     | 8      | 22     | 12     | 7      | 27     | 23     | 11     | 11     | *      | 157    | 130    |
| 14   | Nathalie Brugger        | Suisse                      | 13     | 25     | 18     | 14     | 15     | 10     | 42 DSQ | 14     | 10     | 16     | *      | 177    | 135    |
| 15   | Tatiana Drozdovskaya    | Biélorussie                 | 10     | 7      | 23     | 16     | 16     | 13     | 19     | 16     | 42 DSQ | 18     | *      | 180    | 138    |
| 16   | Sarah Steyaert          | France                      | 21     | 14     | 19     | 12     | 11     | 26     | 10     | 19     | 22     | 15     | *      | 169    | 143    |
| 17   | Tina Mihelić            | Croatie                     | 14     | 12     | 22     | 25     | 17     | 25     | 14     | 13     | 14     | 17     | *      | 173    | 148    |
| 18   | Josefin Olsson          | Suède                       | 25     | 17     | 5      | 18     | 14     | 24     | 29     | 29     | 5      | 14     | *      | 180    | 151    |
| 19   | Francesca Clapcich      | Italie                      | 20     | 16     | 24     | 7      | 9      | 27     | 18     | 25     | 21     | 19     | *      | 186    | 159    |
| 20   | Sara Winther            | Nouvelle-Zélande            | 31     | 23     | 21     | 15     | 35     | 31     | 9      | 11     | 42 DSQ | 9      | *      | 227    | 185    |
| 21   | Cecilia Carranza        | Argentine                   | 9      | 28     | 13     | 28     | 10     | 30     | 12     | 35     | 20     | 35     | *      | 220    | 185    |
| 22   | Anna Weinzieher         | Pologne                     | 16     | 26     | 25     | 21     | 20     | 16     | 22     | 24     | 15     | 27     | *      | 212    | 185    |
| 23   | Marthe Enger Eide       | Norvège                     | 30     | 24     | 32     | 11     | 23     | 15     | 23     | 21     | 17     | 30     | *      | 226    | 194    |
| 24   | Yin Elizabeth           | Singapour                   | 34     | 27     | 29     | 13     | 28     | 12     | 26     | 18     | 19     | 25     | *      | 231    | 197    |
| 25   | Adriana Kostiw          | Brésil                      | 11     | 15     | 27     | 31     | 25     | 17     | 42 DSQ | 26     | 30     | 34     | *      | 258    | 216    |
| 26   | Franziska Goltz         | Allemagne                   | 26     | 20     | 26     | 24     | 18     | 42 DNF | 28     | 15     | 42 DSQ | 21     | *      | 262    | 220    |
| 27   | Danielle Dube           | Canada                      | 22     | 21     | 20     | 33     | 31     | 32     | 25     | 17     | 24     | 28     | *      | 253    | 220    |
| 28   | Sara Carmo              | Portugal                    | 32     | 22     | 17     | 20     | 27     | 20     | 32     | 38     | 28     | 24     | *      | 260    | 222    |
| 29   | Nazli Çagla Dönertas    | Turquie                     | 19     | 35     | 16     | 30     | 22     | 38     | 20     | 32     | 42 DSQ | 20     | *      | 274    | 232    |
| 30   | Nufar Edelman           | Israël                      | 33     | 33     | 33     | 34     | 29     | 3      | 34     | 28     | 18     | 26     | *      | 271    | 237    |
| 31   | Manami Doi              | Japon                       | 29     | 32     | 31     | 27     | 26     | 36     | 30     | 22     | 27     | 29     | *      | 289    | 253    |
| 32   | Andrea Aldana           | Guatemala                   | 24     | 36     | 34     | 39     | 38     | 8      | 24     | 33     | 29     | 31     | *      | 296    | 257    |
| 33   | Anna Agrafioti          | Grèce                       | 28     | 29     | 30     | 32     | 34     | 34     | 15     | 34     | 23     | 32     | *      | 291    | 257    |
| 34   | Svetlana Shnitko        | Russie                      | 37     | 31     | 35     | 35     | 37     | 18     | 31     | 30     | 25     | 38     | *      | 317    | 279    |
| 35   | Anna Pohlak             | Estonie                     | 27     | 39     | 41     | 37     | 36     | 6      | 36     | 36     | 31     | 36     | *      | 325    | 284    |
| 36   | Philipine van Aanholt   | IOA                         | 36     | 38     | 38     | 29     | 33     | 37     | 16     | 27     | 42 DSQ | 37     | *      | 333    | 291    |
| 37   | Beth Lygoe              | Sainte-Lucie                | 38     | 37     | 28     | 38     | 39     | 29     | 37     | 37     | 26     | 23     | *      | 332    | 293    |
| 38   | Andrea Foglia           | Uruguay                     | 39     | 34     | 37     | 26     | 32     | 40     | 38     | 31     | 33     | 33     | *      | 343    | 303    |
| 39   | Paloma Schmidt          | Pérou                       | 35     | 30     | 36     | 36     | 30     | 39     | 33     | 41     | 32     | 39     | *      | 351    | 310    |
| 40   | Mayumi Roller           | Îles Vierges des États-Unis | 40     | 41     | 40     | 41     | 41     | 22     | 35     | 40     | 35     | 41     | *      | 376    | 335    |
| 41   | Helema Williams         | Îles Cook                   | 41     | 40     | 39     | 40     | 40     | 28     | 39     | 39     | 34     | 40     | *      | 380    | 339    |

- (*) Seules les 10 meilleures athlètes participent à la course à la médaille.